# 里尼肯

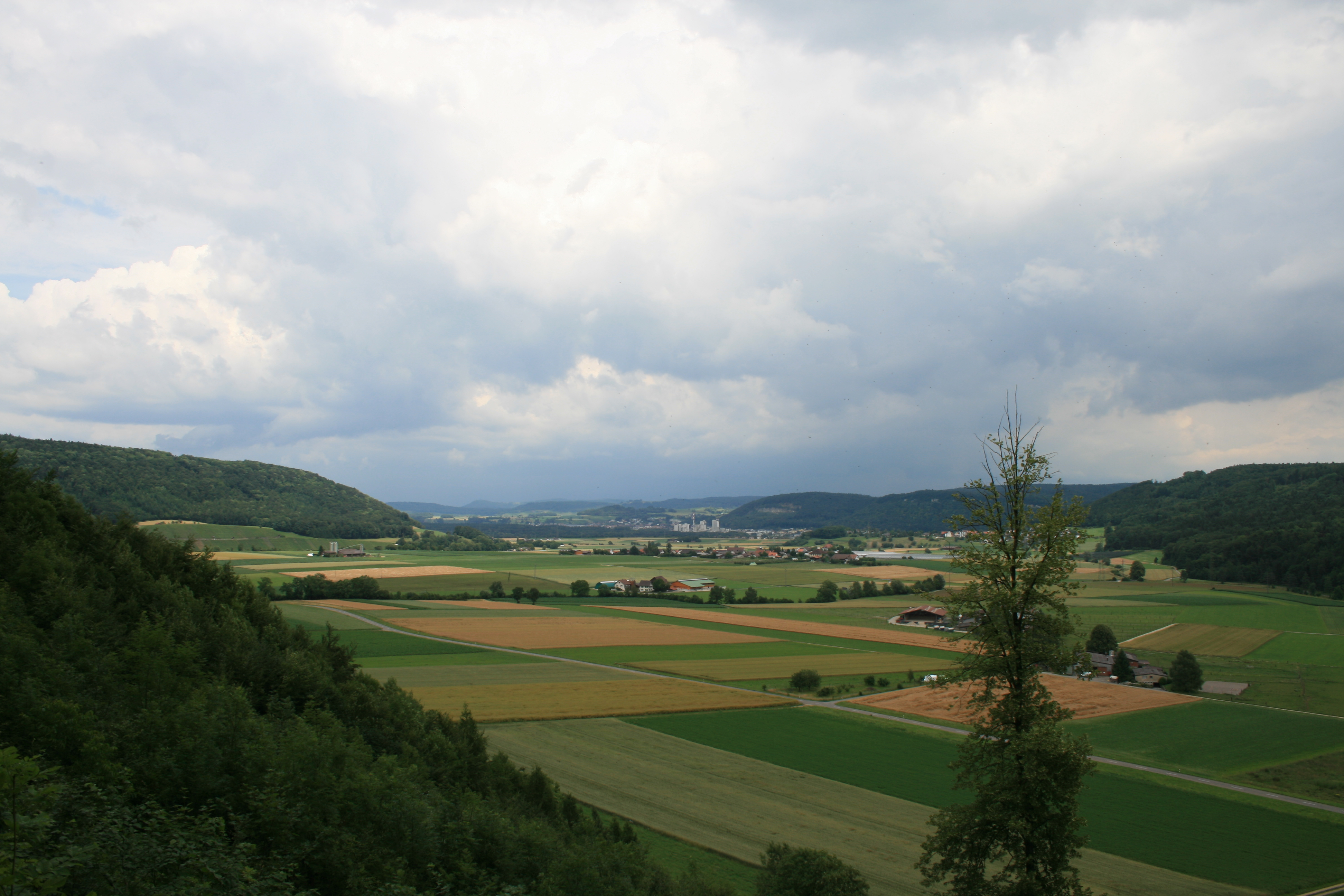

里尼肯是瑞士的城鎮，位於該國北部，由阿爾高州負責管轄，面積4.75平方公里，海拔高度387米，2012年人口1,477，一半人口信奉基督教，人口密度每平方公里311人。